# Le Ravissement
Le Ravissement is een Franse dramafilm uit 2023, geschreven en geregisseerd door Iris Kaltenbäck en haar speelfilmdebuut.

## Verhaal
Kort nadat ze de relatie met haar vriend heeft verbroken, ontmoet Lydia, een verloskundige, de buschauffeur Milos, maar zelf heeft hij geen duurzame relatie voor ogen en ze hebben een onenightstand. Wanneer ze een hele tijd later Salomé, haar beste vriendin, helpt bij de bevalling van een dochter, loopt Lydia Milos tegen het lijf in het ziekenhuis. Lydia, die de baby van Salomé bij zich heeft, beweert dat de baby van haar is en dat hij de vader is.

## Rolverdeling
| Acteur            | Personage |
| ----------------- | --------- |
| Hafsia Herzi      | Lydia     |
| Alexis Manenti    | Milos     |
| Nina Meurisse     | Salomé    |
| Younès Boucif     | Jonathan  |
| Radmila Karabatic | Jelena    |
| Ana Blagojevič    | Ana       |
| Grégoire Didelot  | Philippe  |
| Mathieu Perotto   | Julien    |

## Release en ontvangst
Le Ravissement ging op 20 mei 2023 in première op het Filmfestival van Cannes in de Semaine de la critique-sectie. De film kreeg overwegend positieve kritieken van de filmcritici, met een score van 3,9/5 van de Franse filmcritici, gebaseerd op 30 beoordelingen. De film ontving in januari 2024 twee nominaties voor de Franse Césars.

## Prijzen en nominaties
De belangrijkste:
| Jaar | Prijs  | Categorie        | Genomineerde(n) | Uitslag       |
| ---- | ------ | ---------------- | --------------- | ------------- |
| 2024 | Césars | Beste actrice    | Hafsia Herzi    | In afwachting |
| 2024 | Césars | Beste debuutfilm | Iris Kaltenbäck | In afwachting |